# Borsonia
Borsonia is een geslacht van weekdieren uit de klasse van de Gastropoda (slakken).

## Soorten
- Borsonia armata Boettger, 1895
- Borsonia brasiliana Tippett, 1983
- Borsonia ceroplasta (Watson, 1881)
- Borsonia clifdenensis Finlay, 1930 †
- Borsonia crassiaxialis Maxwell, 1992 †
- Borsonia epigona Martens, 1901
- Borsonia hirondelleae (Dautzenberg, 1891)
- Borsonia jaffa Cotton, 1947
- Borsonia jaya Sysoev, 1997
- Borsonia mitromorphoides Suter, 1917 †
- Borsonia ochracea Thiele, 1925
- Borsonia saccoi Dall, 1908
- Borsonia silicea (Watson, 1881)
- Borsonia smithi Schepman, 1913
- Borsonia symbiophora Sysoev, 1996
- Borsonia symbiotes (Wood-Mason & Alcock, 1891)
- Borsonia syngenes (Watson, 1881)
- Borsonia timorensis (Schepman, 1913)
- Borsonia zelandica (P. Marshall, 1919) †